# Formula lui Legendre
În matematică, formula lui Legendre oferă o expresie pentru exponentul celei mai mari puteri a unui număr prim p care divide factorialul n!. Este numită după Adrien-Marie Legendre, dar este cunoscută uneori și ca formula lui de Polignac, după Alphonse de Polignac.

## Enunț
Pentru orice număr prim p și orice număr întreg pozitiv n, fie {\displaystyle \nu _{p}(n)} exponentul celei mai mari puteri a lui p care divide n (adică valuarea p-adică a lui n). Atunci
{\displaystyle \nu _{p}(n!)=\sum _{i=1}^{\infty }\left\lfloor {\frac {n}{p^{i}}}\right\rfloor ,}
unde {\displaystyle \lfloor x\rfloor } este funcția parte întreagă. Deși suma din membrul drept este o sumă infinită, pentru orice valori particulare ale lui n și p ea are doar un număr finit de termeni nenuli: pentru orice i suficient de mare încât {\displaystyle p^{i}>n}, are loc {\displaystyle \textstyle \left\lfloor {\frac {n}{p^{i}}}\right\rfloor =0}. Aceasta reduce suma infinită de mai sus la
{\displaystyle \nu _{p}(n!)=\sum _{i=1}^{L}\left\lfloor {\frac {n}{p^{i}}}\right\rfloor ,}
unde {\displaystyle L=\lfloor \log _{p}n\rfloor }.

### Exemplu
Pentru {\displaystyle n=6} avem {\displaystyle 6!=720=2^{4}\cdot 3^{2}\cdot 5^{1}}. Exponenții {\displaystyle \nu _{2}(6!)=4,\nu _{3}(6!)=2} și {\displaystyle \nu _{5}(6!)=1} pot fi calculați cu ajutorul formulei lui Legendre după cum urmează:
{\displaystyle {\begin{aligned}\nu _{2}(6!)&=\sum _{i=1}^{\infty }\left\lfloor {\frac {6}{2^{i}}}\right\rfloor =\left\lfloor {\frac {6}{2}}\right\rfloor +\left\lfloor {\frac {6}{4}}\right\rfloor =3+1=4,\\[3pt]\nu _{3}(6!)&=\sum _{i=1}^{\infty }\left\lfloor {\frac {6}{3^{i}}}\right\rfloor =\left\lfloor {\frac {6}{3}}\right\rfloor =2,\\[3pt]\nu _{5}(6!)&=\sum _{i=1}^{\infty }\left\lfloor {\frac {6}{5^{i}}}\right\rfloor =\left\lfloor {\frac {6}{5}}\right\rfloor =1.\end{aligned}}}

### Demonstrație
Cum {\displaystyle n!} este produsul numerelor întregi de la {\displaystyle 1} la {\displaystyle n}, obținem cel puțin un factor al lui {\displaystyle p} în {\displaystyle n!} pentru fiecare multiplu al lui {\displaystyle p} din {\displaystyle \{1,2,\dots ,n\}}, aceștia fiind în total{\displaystyle \textstyle \left\lfloor {\frac {n}{p}}\right\rfloor }. Fiecare multiplu de {\displaystyle p^{2}} contribuie cu un factor {\displaystyle p} suplimentar, fiecare multiplu de {\displaystyle p^{3}} contribuie cu încă un factor {\displaystyle p} etc. Adunând numărul acestor factori se obține suma infinită pentru {\displaystyle \nu _{p}(n!)}.

## Formă alternativă
Formula lui Legendre poate fi rescrisă în funcție de termenii reprezentării lui n în baza p. Fie {\displaystyle s_{p}(n)} suma cifrelor din reprezentarea în baza p a lui n; atunci
{\displaystyle \nu _{p}(n!)={\frac {n-s_{p}(n)}{p-1}}.}
De exemplu, scriindu-l pe n = 6 în baza 2 ca 610 = 1102, avem {\displaystyle s_{2}(6)=1+1+0=2} și, deci,
{\displaystyle \nu _{2}(6!)={\frac {6-2}{2-1}}=4.}
În mod similar, scriindu-l pe 6 în baza 3 ca 610 = 203, avem {\displaystyle s_{3}(6)=2+0=2} și, deci,
{\displaystyle \nu _{3}(6!)={\frac {6-2}{3-1}}=2.}

### Demonstrație
Se scrie {\displaystyle n=n_{\ell }p^{\ell }+\cdots +n_{1}p+n_{0}} în baza p. Atunci {\displaystyle \textstyle \left\lfloor {\frac {n}{p^{i}}}\right\rfloor =n_{\ell }p^{\ell -i}+\cdots +n_{i+1}p+n_{i}} și, prin urmare,
{\displaystyle {\begin{aligned}\nu _{p}(n!)&=\sum _{i=1}^{\ell }\left\lfloor {\frac {n}{p^{i}}}\right\rfloor \\&=\sum _{i=1}^{\ell }\left(n_{\ell }p^{\ell -i}+\cdots +n_{i+1}p+n_{i}\right)\\&=\sum _{i=1}^{\ell }\sum _{j=i}^{\ell }n_{j}p^{j-i}\\&=\sum _{j=1}^{\ell }\sum _{i=1}^{j}n_{j}p^{j-i}\\&=\sum _{j=1}^{\ell }n_{j}\cdot {\frac {p^{j}-1}{p-1}}\\&=\sum _{j=0}^{\ell }n_{j}\cdot {\frac {p^{j}-1}{p-1}}\\&={\frac {1}{p-1}}\sum _{j=0}^{\ell }\left(n_{j}p^{j}-n_{j}\right)\\&={\frac {1}{p-1}}\left(n-s_{p}(n)\right).\end{aligned}}}

## Aplicații
Formula lui Legendre poate fi folosită pentru a demonstra teorema lui Kummer. Ca un caz particular, poate fi folosită pentru a demonstra că dacă n este un număr întreg pozitiv, atunci 4 divide {\displaystyle {\binom {2n}{n}}} dacă și numai dacă n nu este o putere a lui 2.
Din formula lui Legendre rezultă că funcția exponențială p-adică are raza de convergență {\displaystyle p^{-1/(p-1)}}.